# Partido Unido Social Democrático
O Partido Unido Social Democrático é um partido político social-democrata de centro-esquerda da Guiné-Bissau.
O antigo Primeiro Ministro Francisco Fadul foi eleito presidente do PUSD a 18 de Dezembro de 2002 numa convenção partidária em Bissau.
Nas eleições legislativas levadas a cabo a 28 e 30 de Março de 2004, o partido conseguiu 17.6 % do voto popular e 17 dos 100 lugares. Nas eleições presidenciais de 2005, Fadul, concorrendo como candidato pelo PUSD, obteve 2.85% na primeira volta. Oito dos 17 deputados do PUSD foram expulsos do partido em Agosto de 2004.
Em 2006 Fadul exigiu que Namuano Dias, um membro do PUDS que servia no governo como Ministro da Justiça, resignasse ao cargo por ser acusado de corrupção. Dias e o Primeiro Ministro Aristides Gomes rejeitaram esta exigência, no entanto,e Fadul respondeu resignado da liderança do PUSD e deixando a política. No ano seguinte voltou à política, criando um novo partido, o Partido para a Democracia, Desenvolvimento e Cidadania (PADEC), in May 2007.
A 12 de Março de 2007, o PUSD formou uma aliança tri-partidária com o Partido Africano para a Independência da Guiné e Cabo Verde (PAIGC) e o Partido para a Renovaçao Social (PRS), e os três partidos tentaram formar governo. Isto levou a uma moção de confiança bem sucedida contra o Primeiro Ministro Aristides Gomes e à sua posterior resignação nesse mesmo mês; a 9 de Abril, a escolha dos três partidos para a posição de primeiro ministro, Martinho Ndafa Kabi, foi nomeado primeiro ministro pelo presidente João Bernardo Vieira, e a 17 de Abril um novo governo foi nomeado, tendo o PUSD recebido dois ministérios em 20.
Fadul desafiou a liderança do PUSD em tribunal e manteve a sua alegação de ser o legítimo presidente do partido. De acordo com Fadul, a liderança do PUSD estava em disputa, e assim não podia legitimamente participar do pacto.
No II Congresso do Partido, realizado em Bissau, em 19 de Outubro de 2013, Carmelita Pires, foi eleita presidente do PUSD. Sendo a única mulher que na Guiné-Bissau dirige um partido político.